# Saint-Pé-de-Bigorre
 Saint-Pé-de-Bigorre  (en occitano Sent Pèr) es una población y comuna francesa, situada en la región de Mediodía-Pirineos, departamento de Altos Pirineos, en el distrito de Argelès-Gazost y cantón de Saint-Pé-de-Bigorre.

## Demografía
| 1482 | 1541 | 1569 | 1425 | 1296 | 1257 | 1253 |
| Para los censos de 1962 a 1999 la población legal corresponde a la población sin duplicidades (Fuente: INSEE [Consultar]) |      |      |      |      |      |      |